# 岩梳隆頭魚
岩梳隆頭魚，為輻鰭魚綱鱸形目隆頭魚亞目隆頭魚科的其中一種，分布於東大西洋區，從挪威至摩洛哥海域，包括地中海、黑海，棲息深度1-50公尺，體長可達18公分，棲息在海草生長的岩石海域，以甲殼類、腹足類等為食，生活習性不明，可作為食用魚及觀賞魚。